# Вербен (Ельбе)
Вербен (Ельбе) (нім. Werben (Elbe)) — місто в Німеччині, розташоване в землі Саксонія-Ангальт. Входить до складу району Штендаль. Складова частина об'єднання громад Арнебург-Гольдбек.
Площа — 53,39 км2. Населення становить 986 ос. (станом на 31 грудня 2021).

## Галерея

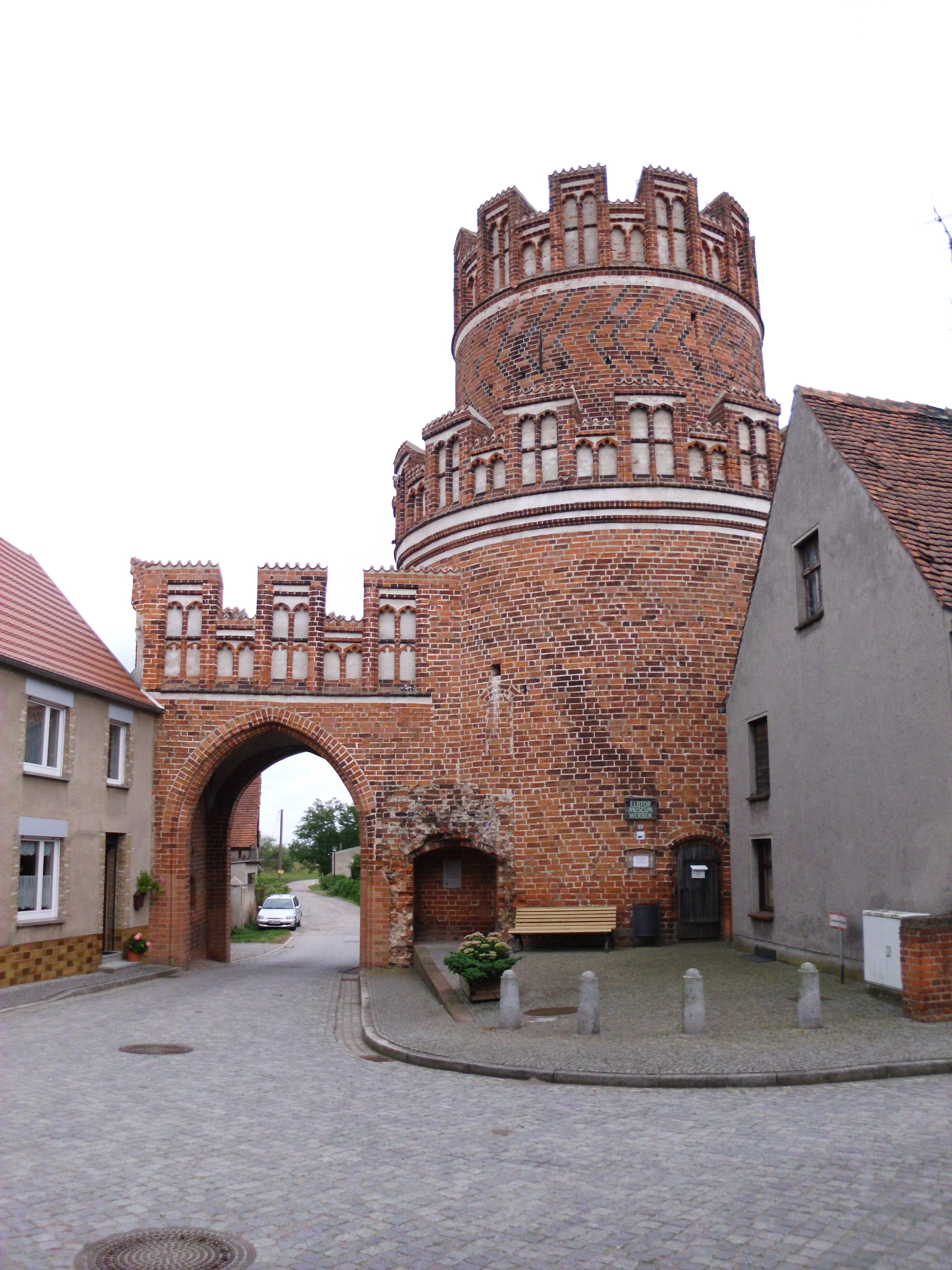
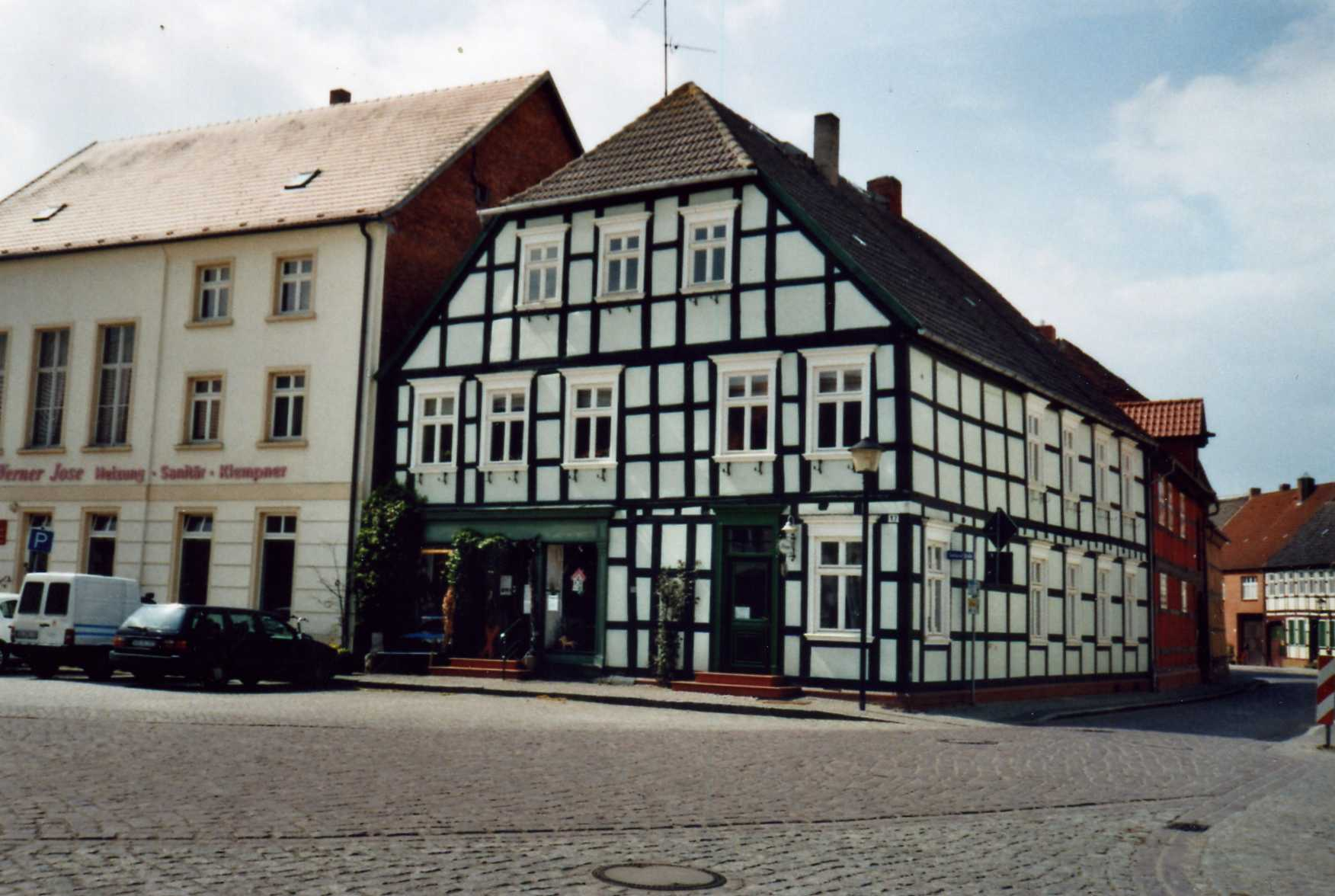
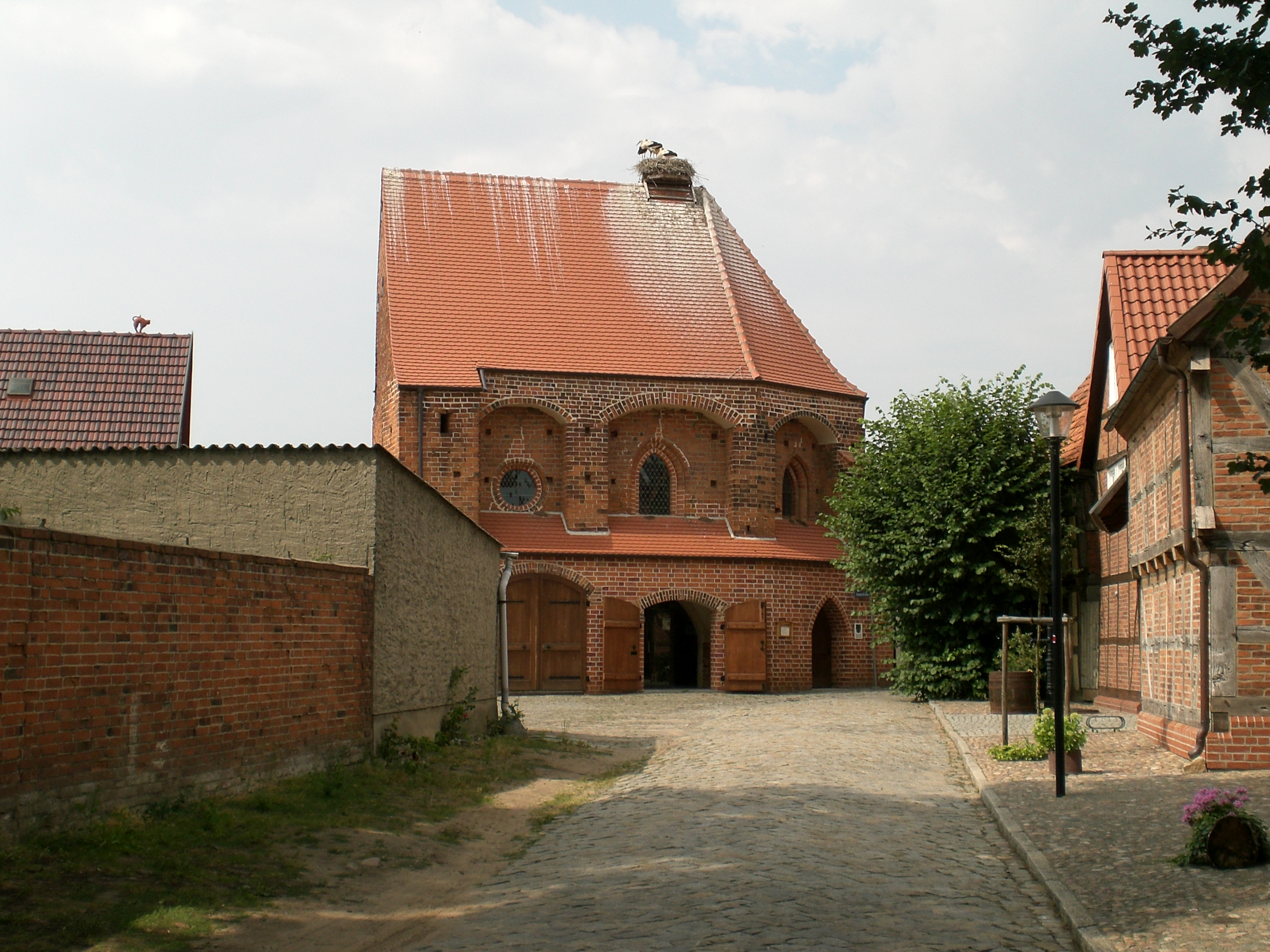
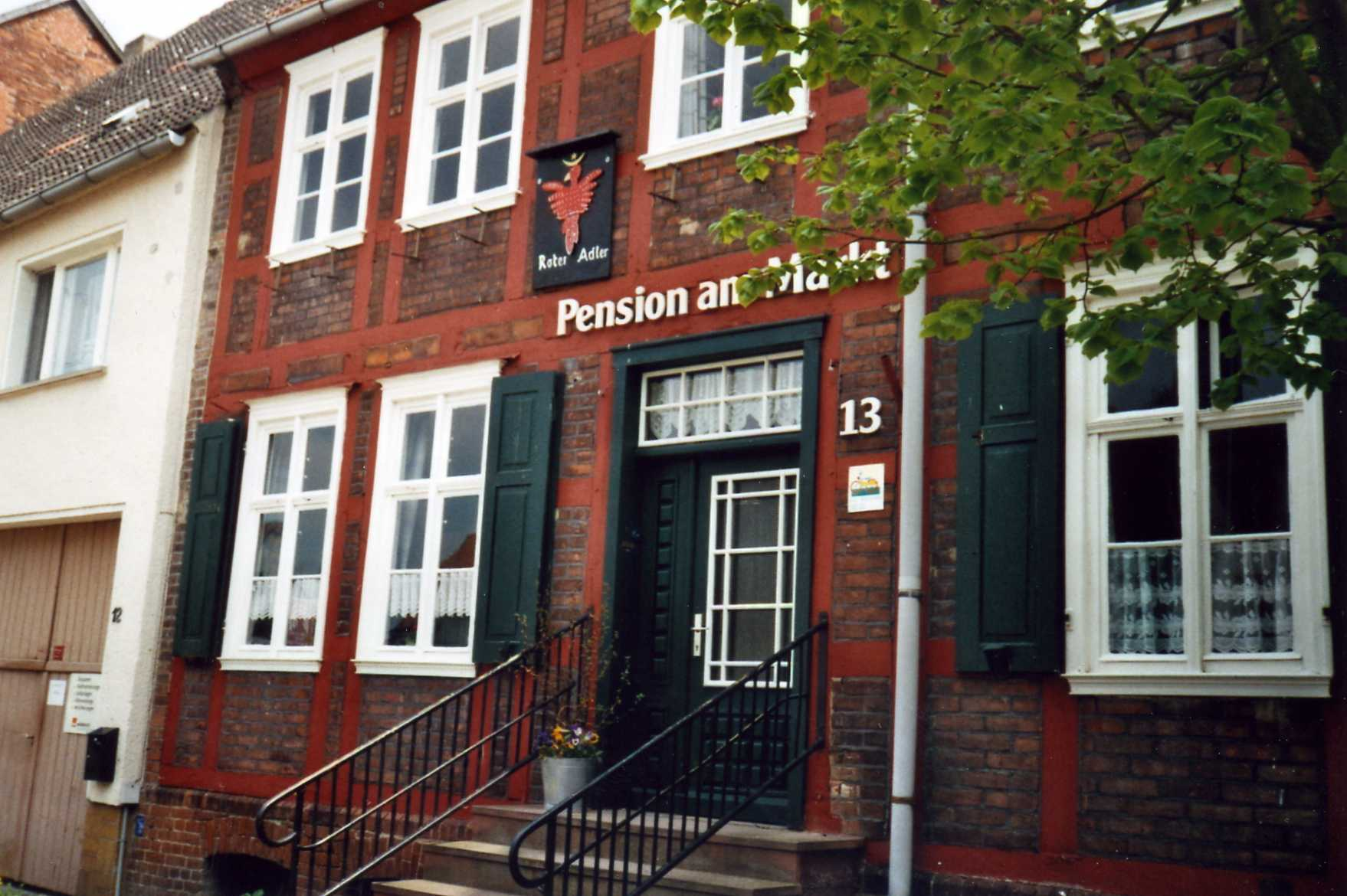